# Roger von Andria

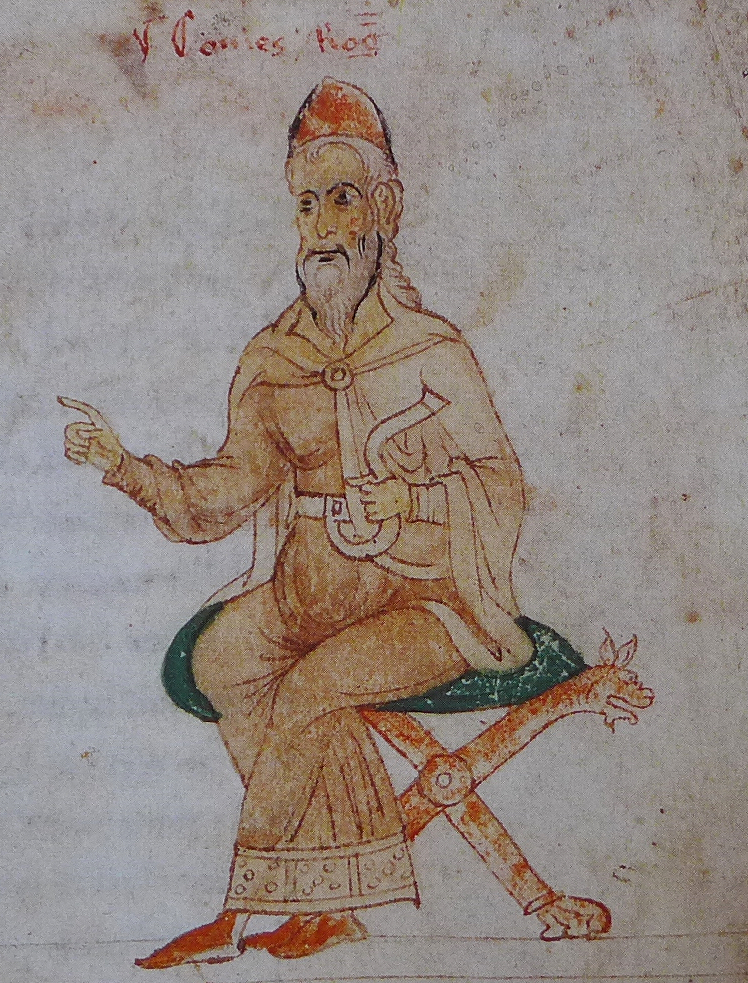
Roger von Andria. (Darstellung aus dem Liber ad honorem Augusti sive de rebus Siculis des Petrus de Ebulo, 1196)

Roger von Andria († 26. November 1190) war ein sizilianischer Adliger.
Roger entstammte der normannischen Adelsfamilie der Hauteville. Er war Nachfahre Drogos, eines älteren Bruders Robert Guiskards. Roger war im normannischen Königreich Sizilien magister iustitiarius (Justitiar) und magister comestabulus von Apulien und der Terra di Lavoro. 1176 kommandierte er mit Tankred von Lecce ein Landheer, das die Lombarden im Kampf gegen Barbarossa unterstützen sollte. Truppen unter dem Kommando des Erzbischofs Christian von Mainz sollten Druck auf Sizilien ausüben und die Hilfe unterbinden. Zwar konnte Christian Mitte März bei Carsoli östlich von Rom die Normannen schlagen, musste sich aber im April wieder zurückziehen. Die Schlacht von Legnano am 29. Mai 1176 wurde dennoch eine empfindliche Niederlage des Kaisers.
Nachdem Tankred  1190 König geworden war, begann Roger in Apulien eine Revolte gegen ihn, wobei er vom Marschall König Heinrichs VI., Heinrich Testa, unterstützt wurde. Nachdem dieser sich im September 1190 zurückgezogen hatte, verschanzte sich Roger in Ascoli. Er nahm ein Verhandlungsangebot Richards von Acerra an und wurde von diesem gefangen genommen. Bald darauf kam er in der Haft ums Leben.
Auf einer Miniatur von Petrus von Eboli ist Roger in Ketten zu sehen, während Tankred als Sieger gezeigt wird.